# Protragocerus
Protragocerus — вимерлий рід антилоп пізнього серравалського періоду (приблизно 13–11 мільйонів років тому) епохи міоцену. Скам'янілості представників роду були знайдені у Франції, Індії та Саудівській Аравії. Він класифікується як триба Boselaphini, підродина Bovinae родини Bovidae. Рід був вперше встановлений французьким палеонтологом Шарлем Депере в 1887 році.
Один попередній вид, Protragocerus labidotus з Кенії, був перекласифікований у свій власний рід, Kipsigicerus.